# Lachnoptera
Lachnoptera là một chi bướm trong họ Nymphalidae.

## Các loài
- Lachnoptera ayresii Trimen, 1879
- Lachnoptera anticlia (Hübner, [1819])